# Batalha contra o Mal
Batalha contra o Mal sexto álbum de estúdio da cantora de música gospel brasileira Michelle Nascimento, lançado pela MK Music em outubro de 2013.
O disco foi produzido por seu pai Tuca Nascimento e tem uma proposta temática que aborda a batalha espiritual, baseada no texto bíblico que se encontra em Efésios 6.12.
Sua primeira música de trabalho foi "Seja Livre", que recebeu uma versão em Vídeo Clipe no canal da gravadora. A canção "Desperta" também se tornou muito conhecida e junto a ela também se destacam as faixas: "Batalha Contra o Mal", "Adorador de Verdade", "Propriedade Exclusiva" e "Vencendo a Multidão".
A obra foi certificada com disco de ouro pela ABPD por ter ultrapassado 50.000 exemplares comercializados.

## Faixas
1. Abertura
2. Batalha Contra o Mal (Renato César e Flávio Cris)
3. Seja Livre (Gislaine e Mylena)
4. Adorador de Verdade (Moisés Cleyton)
5. Propriedade Exclusiva (Gislaine e Mylena)
6. Clame (part. Wilian Nascimento) (Renato César e Flávio Cris)
7. Desperta (Anderson Freire, André Freire e Aretusa)
8. Não Pare, Não Desista (Janaína Brandão)
9. Ungida Para Vencer (Marquinhos Nascimento)
10. Vencendo a Multidão (JP)
11. Profeta de Nazaré (Gil Silva)

## Ficha Técnica
- Produção executiva: MK Music
- Produção musical e arranjos: Tuca Nascimento
- Bateria: Léo Reis
- Baixo: Charles Martins
- Guitarras: Sérgio Knust
- Piano: Sérgio Assunção, exceto na música "Não Pare, Não Desista" por Renan Penedo
- Percussão: Zé Leal
- Cordas: Tutuca Borba
- Órgão: Renan Penedo e Michael Nascimento
- Violão: Renan Penedo e Tuca Nascimento
- Oboé: Michael Nascimento
- Flautas: Michael Nascimento
- Trompas: Tuca Nascimento
- Tímpanos: Tuca Nascimento
- Violão solo: Renan Penedo
- Metais: Marcos Bonfim, Moisés Nascimento e Márcio André
- Acordeon: Eron Lima
- Loop: Michael Nascimento
- Pad: Tuca Nascimento
- Tema metal teclado: Renan Penedo
- Cavaquinho e cavaco solo: Max Júnior
- Tambor: Maurício Azevedo
- Trilha de abertura: Humberto Torres
- Back vocal: Marquinhos Nascimento, Rute Nascimento, Wilian Nascimento, Rômulo Nascimento, Alice, Sérgio Marques, Janeh Magalhães e Cleyde Jane
- Produção vocal: Tuca Nascimento
- Mixagem (MK Studios): Vitor Farias (assistido por Tuca Nascimento)
- Técnico de gravação: Vitor Farias
- Masterização: Magic Master por Ricardo Garcia
- Conceito de capa: Michelle Nascimento
- Produção de figurino: Ozana (Zigzag)
- Make up: Teodoro Júnior
- Fotos: Nelson Faria
- Design e ilustrações: David Cerqueira (Agência Excellence)

## Clipes
| Música     | Lançamento             |
| ---------- | ---------------------- |
| Seja livre | 11 de dezembro de 2013 |